# Eszperantó Park (Bécs)
A bécsi Eszperantó Park Ausztria fővárosának I. kerületében található a Friedrich utca és a Karl tér közötti területen. Ebben a kis parkban van egy mészkő talapzaton Lazar Markovics Zamenhof, az eszperantó nyelv elindítójának bronz mellszobra.

## Története

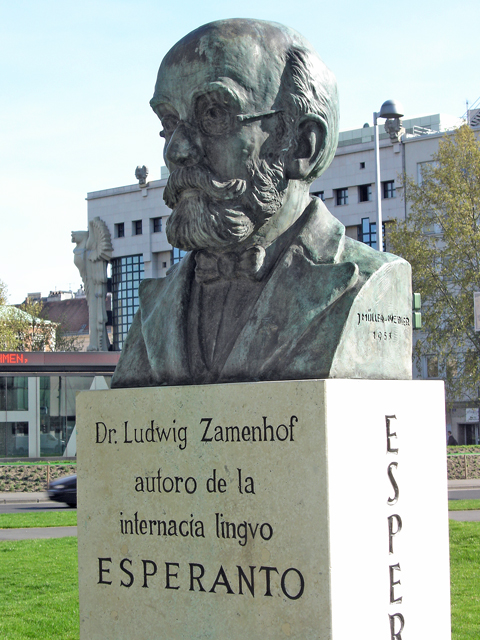
A Zamenhof-büszt

### A Zamenhof-emlékmű készítése
1959. december 15-én volt Zamenhof születésének 100. évfordulója. Akkoriban több ünnepséget is tartottak a mester tiszteletére, többek között az 1959-es Varsói Világkongresszust is. A nyelvalkotó Varsóban fejtette ki tevékenységét. Ausztriában az évfordulós ünnepségek, 1958. július 27-én - Bécs I. kerületében található Börze téren - a Zamenhof emlékmű felállításával kezdődtek meg. Az Ausztriai Vasutas Eszperantó Egyesület tiszteletbeli elnöke éveken át gyűjtötte a pénzt ötletének megvalósításához a világnak szinte minden részéről. Bőven érkeztek felajánlások, az Ausztriai Vasutas Eszperantó Egyesület is felajánlott 1800 schilinget.
A szobor elkészítéséhez szükséges összeg, kb. 23 000 schilling másfél év alatt összegyűlt. Müller Weidler készítette a szobrot, és a Nemzetközi Katolikus Eszperantista Egyesület Bécsi Kongresszusán avatták fel.
Az ünnepségen jelen voltak: dr. Frenzel, Cech, dr. Feits, Henryk Kessler, Lengyelország nagykövete, dr. Sirk egyetemi professzor, dr. Friesinger, Lois Weinberger alpolgármester urak és tíz nemzet küldöttei. Az osztrák vasutasok Steiner úrnak, aki idős kora ellenére támogatta az emlék megvalósítását, köszönik a támogatását.
Az itt élő embereket emlékeztetni fogja a mellszobor arra, hogy ez az ember, akit a szobor ábrázol, 70 évvel ezelőtt az emberiségnek egy olyan valamit adott, amelyet majd csak az ő utódai tudnak helyesen értelmezni, vagyis a közös, semleges és mindenki számára könnyen megtanulható nyelv értékét.

### 1992-ben

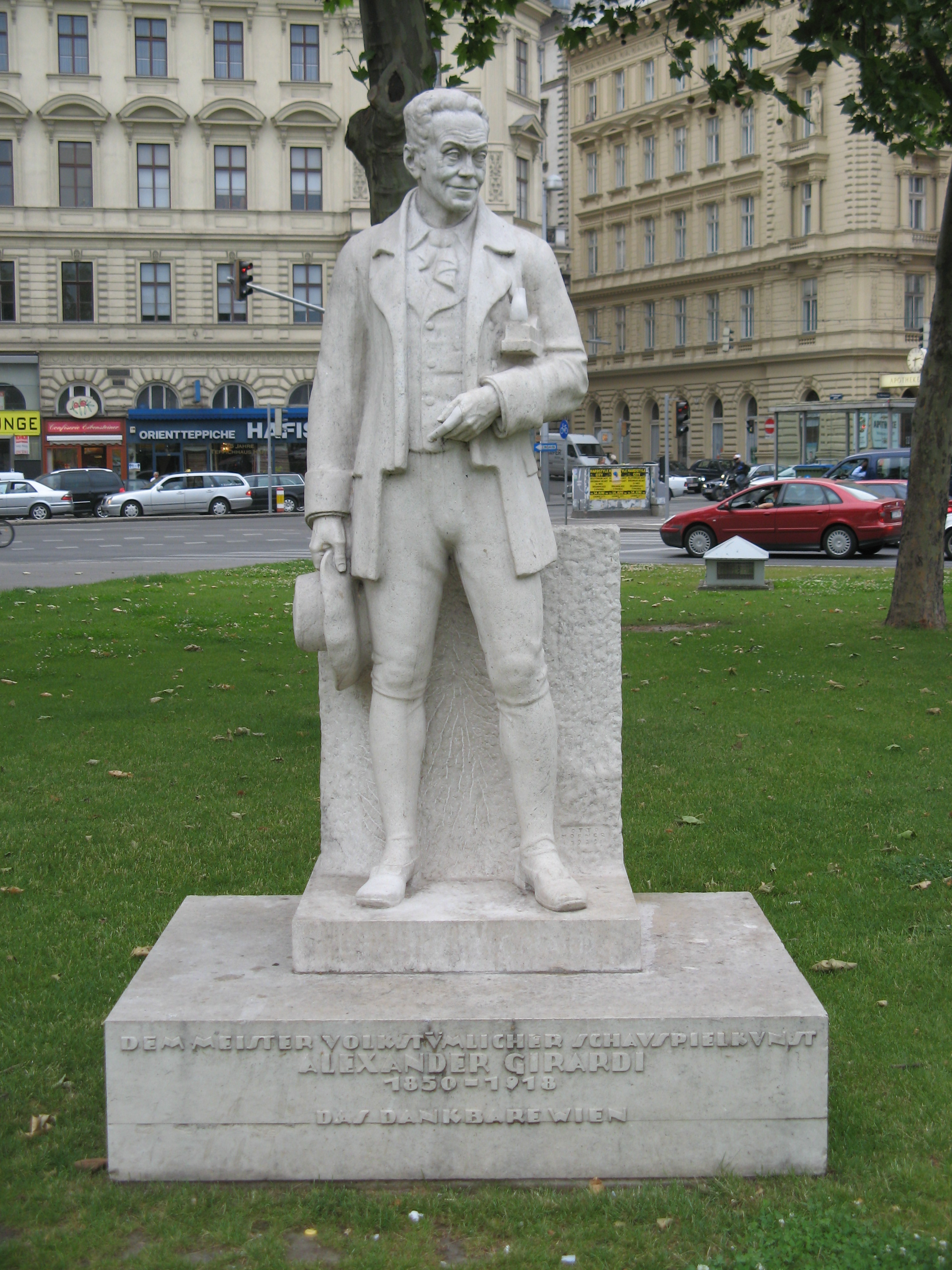
Alexander Girardi osztrák színművész szobra

Bécs város önkormányzata 1992-ben úgy határozott, hogy felújítja a Borso parkot, ahol 1958-ban felállították Zamenhof bronz mellszobrát. Az új park a Hermann Gmeiner nevét kapta, aki az ausztriai S.O.S gyermekfalut alapította.
Az Eszperantó Park ünnepélyes átadására 1992. július 25-én, a Bécsben megrendezett 77. Eszperantó Világkongresszus alkalmából került sor. Az ünnepség alatt a német muzsikus-duó, Margarete Zink és Thomas Kleeman szórakoztatta a ceremónia mintegy száz résztvevőjét.
Az Ausztriai Eszperantó Szövetség (AEF) részéről Hans Michael Maitzen, a Nemzetközi Eszperantó Szövetség (UEA) nevében pedig prof-ro John Wells mondott beszédet. A Bécsben működő Eszperantó Múzeum nevében Herbert Mayer szónokolt, idézvén az eszperantó nyelv elindítójának szavait.
Emil Vokal, ausztriai eszperantó veterán Hugo Steniner költeményét szavalta el Zamenhofról.
Jakob Fina kertépítő 2006-ban befüvesítette a területet, de később virágok kerültek a gyepszőnyeg helyére, mert nehéz volt gondozni a területet. Padok nincsenek a parkban, mert nehezen megközelíthető.
A bécsi Eszperantó Park szerepel az ausztriai Zamenhof/eszperantó emlékek (eszperantóul Zamenhof/Esperanto Objektoj, ZEOj) listáján.

### Érdekesség

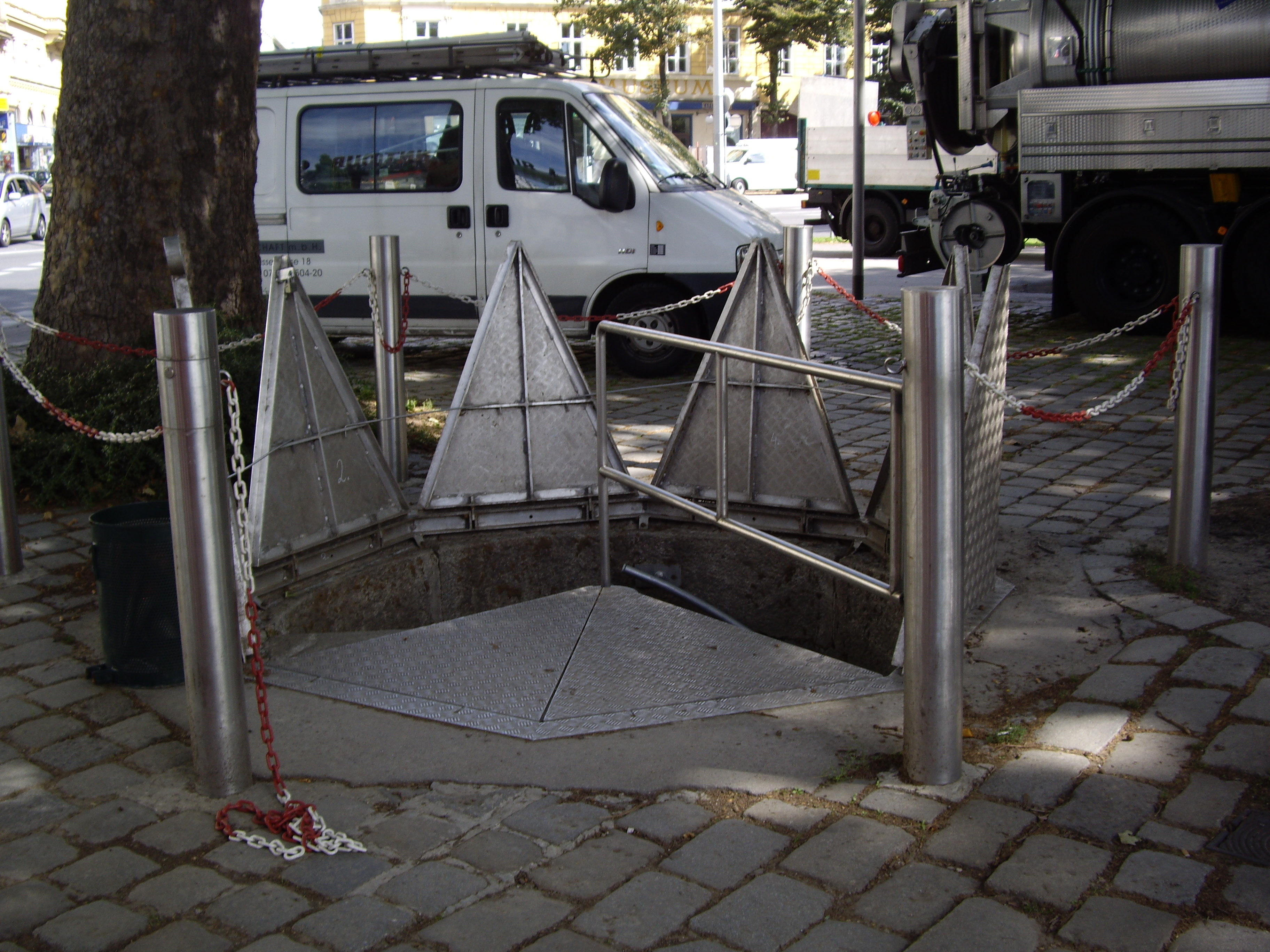
Lejárat a csatornákba

Az Eszperantó Parkban található Bécs város szennyvízrendszerének egyik lejárata. Itt forgatták a A harmadik ember című angol filmet, melynek kapcsán a film szereplője Orson Welles ill. maga a szennyvízrendszer is világhírűvé vált. A film sok részlete itt játszódott.

#### Csatornafedlap-kiállítás Bécsben[2]
2010. július 13-án a ferrarai „International Manhole Cover Museum” gyűjteményének részeként többek között firenzei, berlini, krakkói és budapesti csatornatetők is láthatók voltak a Karlsplatz közelében levő Eszperantó Parkban. Az ötletgazda Stefano Bottoni olasz szobrász, zenész. 
A Ferrarában évente megrendezett nemzetközi utcazene fesztivál szervezője zenészek után kutatva járta be egész Európát, és régi fényképeit nézegetve rádöbbent, milyen sok észrevétlen remekmű mellett haladunk el naponta. Szokatlan gyűjteménye „alapkövét” 2002-ben tette le egy 60 kilós prágai csatornafedéllel, amelyet a cseh főváros akkori polgármestere küldött neki emlékül. A múzeum ma már több mint 130 fedlappal rendelkezik, ezekből rendeztek kiállítást a „Die Dritte Mann Tour” elnevezésű csatornanéző túra bejáratánál. 
Bécs csatornarendszere, melyet az 1949-es „A harmadik ember” című angol krimiből is ismerhetünk, tavasszal és nyáron turisták számára is látogatható. A 2400 km hosszú csatornahálózatra a háztartások 99 százaléka rá van kötve, ez az adat nemzetközi viszonylatban is kiemelkedő. A helyiek által kiállított fedél egyedi, hiszen egy csatornafedlap általában kerek és díszes, a bécsi azonban négyzet alakú és rácsos. A rendszerbe így mindig friss levegő tud áramlani: „Lehet hogy nem a mienk a legszebb, de cserébe a világ leghatékonyabb csatornafedlapja.” – mondta Ulli Sima, Bécs város környezetvédelmi tanácsosa a kiállítás megnyitóján.
Ulli Sima valamint a Bécsi Csatornázási Művek képviselői egy csatornafedlap alakú Sacher-tortát ajándékoztak Stefano Bottoni múzeumigazgatónak és Ferrara város polgármester-helyettesének.

## Fordítás
Ez a szócikk részben vagy egészben  az   Esperanto-parko (Bécs) című eszperantó Wikipédia-szócikk ezen változatának fordításán alapul.  Az eredeti cikk szerkesztőit annak laptörténete sorolja fel. Ez a jelzés csupán a megfogalmazás eredetét és a szerzői jogokat jelzi, nem szolgál a cikkben szereplő információk forrásmegjelöléseként.